# Alfred Läpple
Alfred Läpple, né le 19 juin 1915 à Tutzing et mort le 21 juillet 2013 à Gilching (à 98 ans), est un auteur et théologien allemand.

## Œuvre
- L'Apocalypse de Jean, Éditions du Cerf (1966)